# Szibériai maréna
A szibériai maréna (Coregonus pidschian) a sugarasúszójú halak (Actinopterygii) osztályának lazacalakúak (Salmoniformes) rendjébe, ezen belül a lazacfélék (Salmonidae) családjába tartozó faj.

## Előfordulása
A szibériai maréna élőhelye Alaszka, Szibéria Észak-Oroszországig, Finnország és Norvégia északi tájai; Svédország középső tájai és a lengyel partvidék; az Alpokban a Genfi-tó, a Thuner-tó („kis talajmaréna”), Boden-tó, Ammer-tó, Chiemsee.

## Megjelenése
A hal teste karcsú, heringszerű (a puffadt, erősen felfúvódott hasú példányok nagy mélységből valók), feje kicsi, kúp alakú, orra hegyes. Pikkelyei nagyobbak, mint a lazacformáké, oldalvonala teljes. Szemei nagyok. Szűk szájnyílása csak a szem elülső széléig nyúlik, alsó állású; felső állcsontja viszonylag keskeny és hosszú. Az első kopoltyúíven 15-29 (többnyire körülbelül 20) igen rövid kopoltyútüske van. Hátának színezete a kékeszöldtől az olíváig változik, oldala és hasa ezüstösen csillogó. Testhossza 15-35 centiméter (Alpok), legfeljebb 50 centiméterig.

## Életmódja
E halfaj északi elterjedési területének képviselői vándoralakok, ívás idején felfelé úsznak a folyókban; a déli részeken állandóan a folyókban, illetve tavakban élnek. Az említett alpesi tavakban mélyvízi halak, csak ívás idején és az őszi hónapokban jönnek valamivel közelebb a felszínhez. Tápláléka apró talajlakók, de kevés planktont is fogyaszt.

## Szaporodása
Az ívás ideje élőhelyüktől függően erősen változó; gyakran már nyáron, többnyire mégis szeptember és január között ívnak. A fiatalok 3-4 évesen ivarérettek.